# 투명날개양털박쥐
투명날개양털박쥐(Kerivoula pellucida)는 애기박쥐과에 속하는 박쥐의 일종이다. 브루나이와 인도네시아, 말레이시아, 필리핀에서 발견된다. 비교적 작은 박쥐로 몸무게가 일반적으로 약 4.5g이며, 열대 기후 지역 숲의 하층에서 주로 먹이를 찾는다. 투명날개양털박쥐는 대부분의 다른 멋쟁이박쥐속 박쥐의 신호보다 더 높은 강도와 낮은 주파수의 독특하게 변형된 반향정위 신호도 보여준다. 투명날개양털박쥐의 정렬 범위 신호는 피크 주파수와 지속 기간을 기준으로 긴 주파수 범위의 반향정위 신호로 구별된다.

## 특징
이름이 함축하고 있는 것처럼 약 30~32mm의 비교적 반투명한 날개를 갖고 있다. 반투명 날개가 무명날개양털박쥐를 쉽게 식별할 수 있는 고유한 특징이다. 몸길이는 44~48mm이고, 꼬리 길이는 41~47mm이다.